# Scherpenseel (Übach-Palenberg)

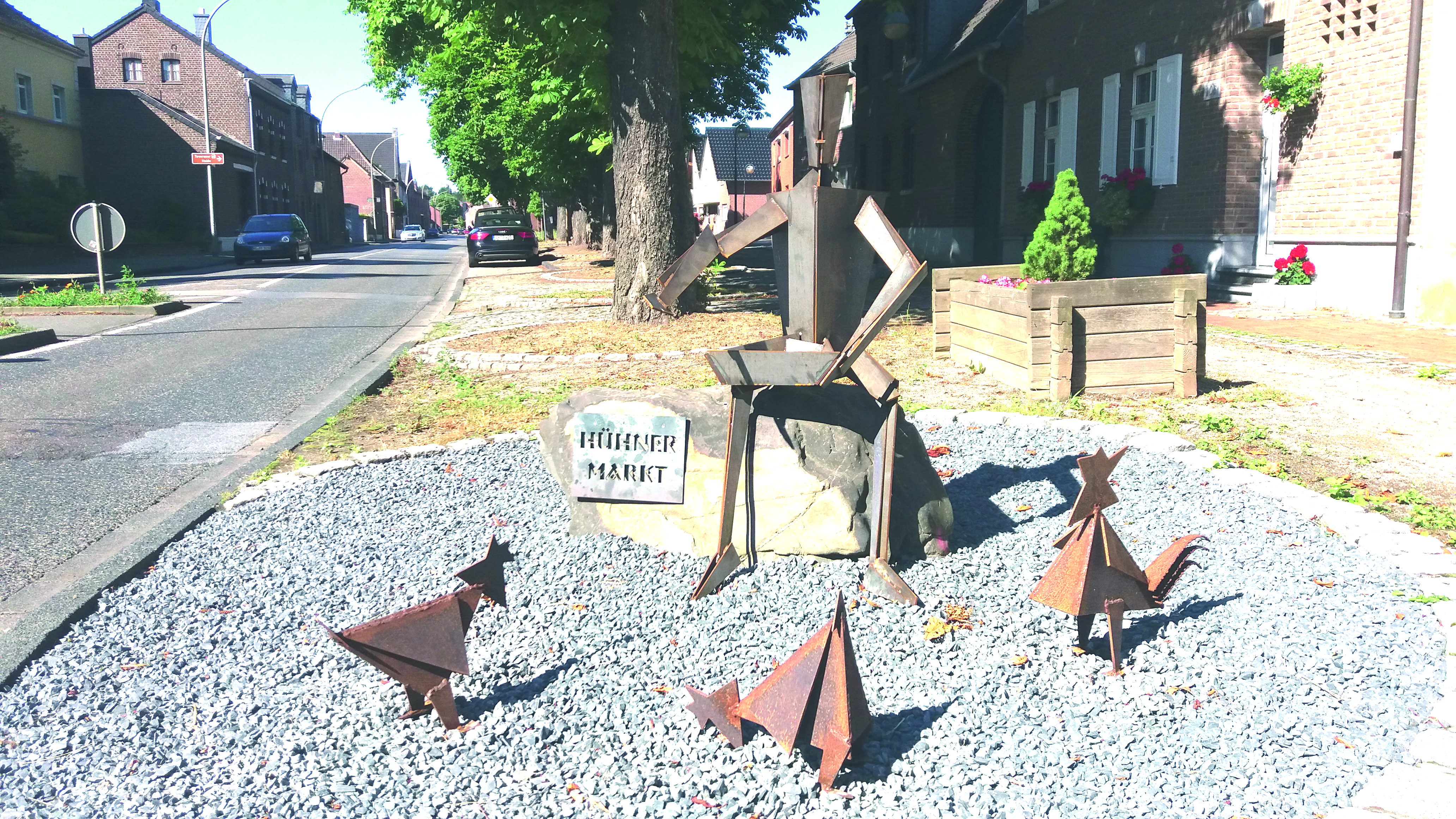
Willi Arlt, Skulptur Hühnermarkt, 2011, Scherpenseel

Scherpenseel ist ein westlicher Stadtteil von Übach-Palenberg im Kreis Heinsberg und ein Straßendorf entlang der L 42 zwischen Ubach over Worms (NL) und Geilenkirchen-Teveren. In der Ortsmitte trifft die L 225 (Scherpenseel – Marienberg – Palenberg – Übach – Boscheln – Baesweiler) auf die L 42.

## Geschichte
1794 wurde während der Franzosenzeit die Mairie „Scherpenseel“ gebildet, die ab 1816 im preußischen Kreis Geilenkirchen zur Bürgermeisterei Scherpenseel wurde. 1935 entstand die Gemeinde Übach-Palenberg aus dem Zusammenschluss von Frelenberg, Scherpenseel und Übach.
Bürgermeister der Bürgermeisterei Scherpenseel
- 1815–1825: Arnold Hilgers
- 1825–1846: Johann Josef Schnitzler
- 1846–1849: Gottfried Schopen
- 1849–1852: Martin Speel sr.
- 1852–1888: Johann Peter Speel (Sohn von Martin Speel sr.)
- 1888–1911: Martin Speel (Sohn von Johann Peter Speel)
- 1911–1923: Karl Ruland
- 1923–1925: Gustav Hanssen
- 1925–1935: Franz Bott

Im August 2010 lebten in Scherpenseel 1886 Personen.

## Infrastruktur

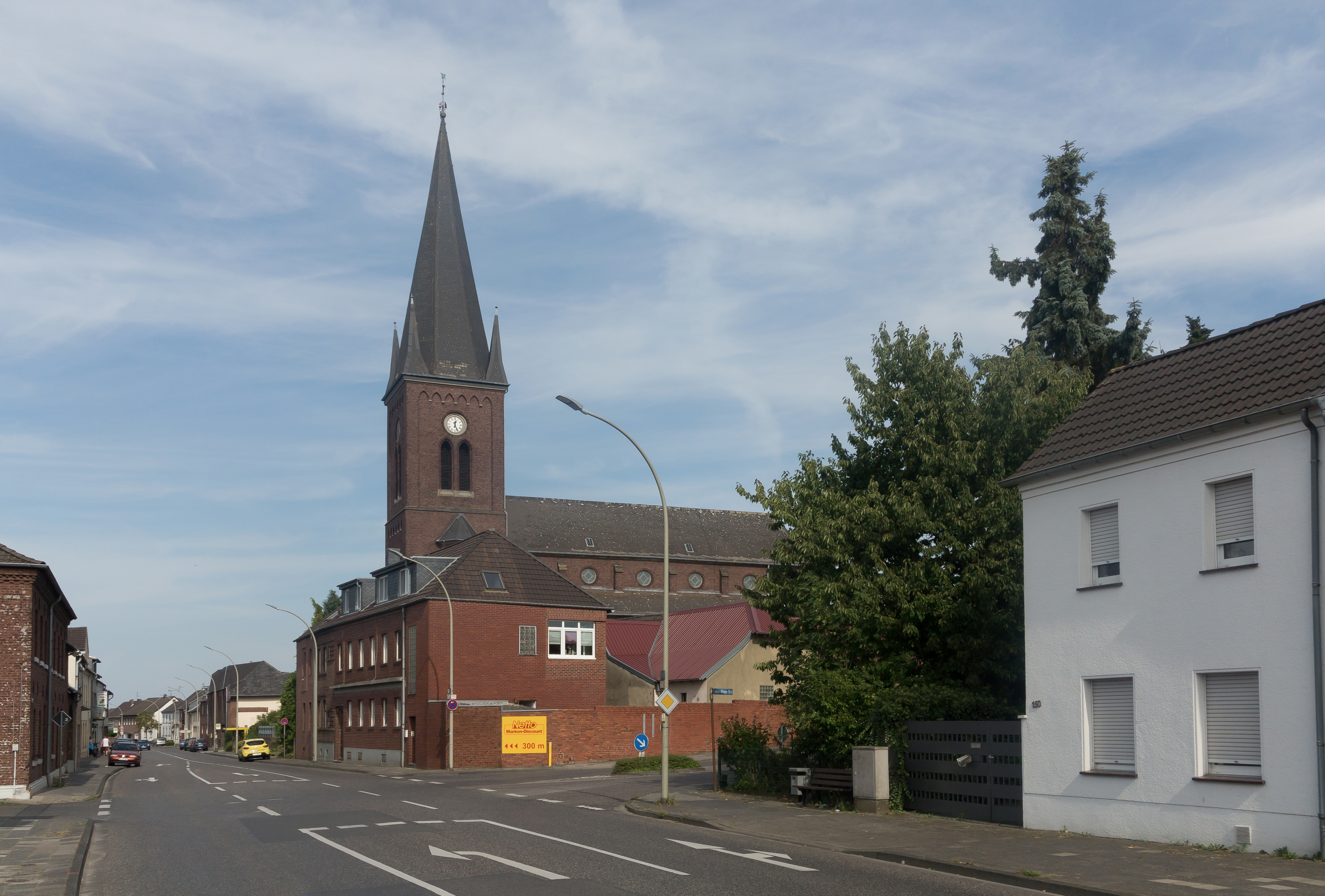
Katholische Kirche „St. Mariä Himmelfahrt“

Scherpenseel verfügt über eine katholische Grundschule, einen Kindergarten und eine Reithalle. In der Ortsmitte steht die Kirche „St. Mariä Himmelfahrt“. Am südlichen Ortsende liegt das ehemalige Zollamt. Auch gibt es in Scherpenseel einen Supermarkt.

## Verkehr
Der nächste Bahnhof ist Übach-Palenberg an der Bahnstrecke Aachen–Mönchengladbach. Die nächsten Anschlussstellen sind Alsdorf und Aldenhoven an der A 44 sowie Heinsberg an der A 46.
Scherpenseel ist wochentags mit der Buslinie 491 der WestVerkehr an das ÖPNV-Netz des Aachener Verkehrsverbundes angeschlossen. Abends und am Wochenende kann der Multi-Bus angefordert werden.
| Linie | Verlauf |
| ----- | --- |
| 491   | Geilenkirchen Bf – (Bauchem – Nierstraß –) Teveren – Grotenrath – Scherpenseel – (Siepenbusch – Windhausen –) Marienberg – Palenberg Bf (– Palenberg – Übach) |

## Vereine
- St. Rochus Schützenbruderschaft 1847 e. V.
- SV 09 Scherpenseel-Grothenrath e. V.
- 1. Karnevalsgesellschaft Scherpe-Bösch-Wenk 1955 e. V., bis 2017[5]
- Privat-Musikkapelle Scherpenseel 1906 e. V.
- Reitverein Scherpenseel 1974 e. V.